# Walter Todt
Walter Todt (* 4. November 1880 in Breslau; † 19. November 1945 in der Oblast Wologda) war ein deutscher Kolonialbeamter und Rechtsanwalt.

## Leben
Todts Vater war der Eisenbahndirektionspräsident der Preußischen Staatseisenbahnen Albert Todt († 1908). Walter Todt besuchte das  Evangelische Ratsgymnasium Erfurt und das humanistische Burggymnasium Essen. Nach dem Abitur studierte er ab 1899 an der Georg-August-Universität Göttingen Rechtswissenschaft. Er wurde im  Corps Hannovera Göttingen aktiv und bewährte sich als Subsenior und Senior. Den Vorbereitungsdienst leistete er in Erfurt ab. Für den Göttinger Senioren-Convent war er 1907 Vorsitzender des Kösener Senioren-Convents-Verbandes.
Er trat nach der Assessorprüfung in die innere Verwaltung des  Königreichs Preußen und war Regierungsassessor in Halle (Saale). Er wechselte zum Reichskolonialamt und war in Deutsch-Südwestafrika 1910/11 Bezirksrichter am Kaiserlichen Obergericht in Windhoek. Von 1910 bis 1914 war er Bezirksamtmann (d. i. Landrat) in Windhoek.
Nach dem Ersten Weltkrieg war er als Geh. Regierungsrat im Reichsministerium für Wiederaufbau tätig. Es hatte den Vertrag von Versailles umzusetzen und damit die Deutschen Kolonien und Schutzgebiete abzuwickeln. Dazu hatte es das Personal des Reichskolonialamtes übernommen. Nach der Abwicklung des Ministeriums 1924 ließ Todt sich 1925 als Rechtsanwalt und Notar in Berlin nieder. Er war Geschäftsführer der reichseigenen Überseeischen Industrie- und Handelsgesellschaft in Berlin.  Am Zweiten Weltkrieg nahm er zuletzt als Major an der Ostfront teil. Er starb nach dem Zweiten Weltkrieg in Kriegsgefangenschaft im sowjetischen Kriegsgefangenenlager 7437 in Tscherepenietz in der Oblast Wologda, wo er auch bestattet ist. Er war verheiratet und hatte zwei Söhne, von denen einer 1944 im Krieg gefallen war.